# Jefimija
La nonne Jefimija (en cyrillique : Јефимија), connue dans le monde sous le nom de Jelena Mrnjavčević (en cyrillique : Јефимија ; née vers 1350 et morte après 1405), était la fille du César Vojihna de Dráma, un propriétaire foncier de l'État de l'empereur Stefan Dušan. Avant de devenir religieuse, elle était l'épouse du despote de Serrès Uglješa Mrnjavčević.
Elle est considérée comme la première poétesse serbe et son Éloge du prince Lazar (en serbe : Pohvala knezu Lazaru), dont le texte est brodé sur de la toile, est considérée comme l'une des œuvres poétiques les plus importantes de la littérature médiévale serbe. 